# The Planets Bend Between Us
The Planets Bend Between Us è un singolo del gruppo musicale scozzese Snow Patrol, pubblicato nel 2009 ed estratto dall'album A Hundred Million Suns.

## Tracce
- Download digitale

1. The Planets Bend Between Us (Single Version) – 4:01

## Video
Il videoclip della canzone è stato diretto da Daniel Brereton e girato a Città del Capo.

## Formazione
- Gary Lightbody – voce, chitarra, cori
- Nathan Connolly – chitarra, cori
- Paul Wilson – basso, cori
- Jonny Quinn – batteria
- Tom Simpson – tastiera